# ألفا بنك
ألفا بنك للخدمات المصرفية (بالروسية: Альфа-банк) (بالإنجليزية: Alfa Bank JSC)‏، هي شركة مملوكة لمجموعة ألفا، وتعتبر أكبر مصرف تجاري خاص في روسيا. أُسس البنك سنة 1990 ويقع مقره في مدينة موسكو، وهو يعمل في سبعة بلدان، ويوفر الخدمات المالية لأكثر من 40,000 نشاطٍ للعملاء من الشركات و5 ملايين و300 ألف عميلٍ. بنك ألفا ينشط بصفة خاصة في روسيا وأوكرانيا، ويتبوأ المرتبة العاشرة بين أكبر المصارف من حيث رأس المال في كلا البلدين. وفي دورة 2009 أصبح ضمن قاعدة أفضل 1000 مصرف في العالم، وبحسب دراسة استقصائية أجرتها مجلة ذا بنكر فإن بنك ألفا، فقد احتل المرتبة 270.

## التاريخ
التسلسل الزمني:
- 1990- تأسيس بنك ألفا كشراكة ذات مسؤولية محدودة.
- 1991- الترخيص للعمليات المصرفية الواردة من المصرف المركزي في روسيا وفتح حسابات الشركات الأولى.
- 1992- المصرف المركزي يمنح تراخيصًا أكثر للبنك من أجل أنشطة أوسع؛ بنك ألفا يفتح حسابات نوسترو وفوسترو في ستة مصارف أجنبية؛ ويفتح فرعًا للتجزئة في موسكو.
- 1993- أصبح بنك ألفا عضوا في أوراق الترخيص العامة؛ العمليات المصرفية الواردة من المصرف المركزي؛ بنك ألفا يبدأ التعامل في السندات الحكومية (GKO-OFZ).
- 1994- بنك ألفا يصبج عضوا في ماستركارد Europay وهو النظام الدولي لبطاقة الائتمان وينضم إلى جمعية الاتصالات المالية العالمية بين المصارف؛ وتم تعيين بيتر أفين رئيسا للبنك؛ بنك ألفا يصبح أول مصرف روسي يفتح فرعًا في أل ماتي، بكازاخستان.
- 1995- مجلة Euromoney تصنف بنك ألفا في الفئة الثالثة في «أفضل المصارف الروسية في 1995». بنك ألفا ينضم إلى الرابطة الدولية لشركات العوملة، ويفتح مكتب الممثل في لندن، المملكة المتحدة.
- 1996- بنك ألفا ينضم ل Euroclear الدولية لتأشيرات الفيزا؛ ليصبح واحدًا من ثلاثة مشاركين في المسألة الأولى من سندات الحكومة الروسية منذ ثورة أكتوبر؛ يفتح فرع في يزني نوف جو رود.
- 1997- بنك ألفا توجه 40 مليون دولار قرضا؛ Euromoney تعلن أن بنك ألفا يوجد ضمن قائمة «أفضل مصرف في روسيا في 1997»; الأولى التي تلقت هذا من التصنيف الائتماني من مؤسسة موديز وستاندرد آند بورز; بنك ألفا تقوم بالمسألة الأولى بمبلغ 175 مليون دولار، لثلاثة سنوات، أصبحت السندات الأولى الروسية مملوكة ملكية خاصة إلى إصدار سندات المصرف؛ فتح فروع في سانت بطرسبرغ وسامارا؛ القيمة من مجموع الأصول يتجاوز مليار دولار.
- 1998- شركة ألفا بنك تقوم بإعادة التنظيم من شركة ذات مسؤولية محدودة إلى شركة مساهمة مفتوحة؛ Euromoney ترتب ألفا بنك ضمن أفضل مصرف في روسيا للسنة الثانية على التوالي؛ بنك ألفا يندمج مع رأس المال ألفا، ثم مع الشركة الشقيقة من مجموعة ألفا؛ يفتح المصرف فرعا في روسيا، بمدينة نوفوسيبيرسك وهي ثالث أكثر مدينة اكتظاظا ًبالسكان.
- 1999- مجلتي التمويل العالمي وEuromoney تسمي بنك ألفا «أفضل مصرف روسي» على الرغم من الأزمة المالية؛ وفتح 14 مكتبا للبيع بالتجزئة وفروع جديدة عبر روسيا.
- 2000- بنك ألفا يحصل على حصة 76% في Kyivinvestbank (فيما بعد اسم «بنك ألفا أوكرانيا»); مجلة ذا بنكر ومجلة التمويل العالمي تعطي بنك ألفا لقب «أفضل مصرف روسي».
- 2004- بنك ألفا يتصدر قائمة الاستشاريين في الصفقات المالية القيمة، وإكمال ما قيمته 8.9 مليار من المعاملات في 2003 ؛ حافظة قروض المصرف تنمو بنسبة 52 %، لتصل إلى 2.8 مليار دولار.
- 2005- Interbrand تضع بنك ألفا ضمن «تسع أقوى علامة تجارية» في روسيا؛ وميخائيل فريدمان يصبح عضوًا في الدائرة العامة بروسيا؛ بنك ألفا يسدد 225 مليون دولار من السندات باعتبارها أدنى مرتبة غير مضمونة؛ S&P، فيتش، ومؤسسة موديز تؤشر على تحسن ألفا بنك من حيث التقدير خلال السنة.
- 2007- فيما يتعلق بإغلاق Sodbiznesbank بنك ألفا قام ببحث مع الشرطة الروسية في سبتمبر;[12] فيتش ترقي بنك ألفا من تصنيفه.[12]
- 2008- بنك ألفا تسعى لمنح الحكومة مبلغ 400 مليون دولار كقرض في أكتوبر[13]، بنك ألفا ينشر 20.000 من الأجهزة الخاصة بالبطاقات الذكية لAladdin eToken USB على شبكة الإنترنت إلى الزبائن[14] ;و يستحوذ على Severnaya Kazna، كبرى البنوك الإقليمية العاملة في منطقة جبال الأورال.[15]
- 2009- وكالة فيتش الدولية للتصنيف الائتماني تخفض من تصنيف بنك ألفا.[12]
- 2010- بنك ألفا يطلق مليار دولار من السندات لمدة 7 سنوات.[16]
- 2011- بنك ألفا يسعى لشراء بنك موسكو.[17]
- 2012- بالتعاون مع Euroset، بنك ألفا يطلق برنامج ولاء بطاقة الائتمان.[11]